# Chris Fisher (lekkoatleta)
Christopher „Chris” Fisher (ur. 2 października 1949) – australijski lekkoatleta, olimpijczyk.
Reprezentował Australię w biegu na 1500 metrów na Letnich Igrzyskach Olimpijskich 1972, które odbyły się w Monachium.